# Вежа Фукуока
Вежа Фукуока (яп. 福岡タワ, фукуока тава) — вежа заввишки 234 метри, що розташована в районі Момотігама в японському місті Фукуока. Є найвищою прибережною вежею Японії. Її будівництво завершилось 1989 року. На це пішло загалом 14 місяців і ¥6 000 000 000 (приблизно $50 000 000 в цінах 2015 року). Проект вежі розробила фірма Ніккен Секкей.
Є частиною набережної Сісайдо Момоті, яку побудовано як майданчик для Азіатсько-Тихоокеанської виставки 1989 року, що проходила з нагоди відсвяткування сотої річниці проголошення Фукуоки містом. Біля підніжжя вежі, на узбережжі затоки Хаката розкинувся штучний пляж, а вздовж нього — парк Момотіхама.
Вежа Фукуока має п'ять поверхів. На першому розміщені магазини, на другому — зала для різних цілей, а з третього по п'ятий — три оглядових майданчики: перший — на висоті 116 м, другий — ресторан на висоті 120 м, третій — 123 м над поверхнею землі. З оглядових майданчиків відвідувачі можуть побачити кругову панораму міста Фукуока і затоки Хаката, а в ясний день — весь шлях до міста Дадзайфу.
Впродовж всього року проводяться різноманітні світлові шоу, серед них тематичні і приурочені таких свят як, наприклад, Різдво і Танабата.
Будівля являє собою трикутник в перерізі, а поверхню покривають 8 000 напівпрозорих дзеркал. Через це отримала неофіційну назву «Дзеркальне вітрило». Вага підземної частини — 25 000 тонн, хоча для надземної частини цей показник становить лише 3 500 тонн.
За проектом вежа має витримувати землетруси силою до 7 балів за школою Ріхтера і вітри швидкістю до 65 м/с. Найсильніший зафіксований землетрус в цьому районі мав силу 6 балів, а найсильніший вітер мав швидкість 49 м/с.
Адреса будівлі 2-3-26 Момотігама, Савара-ку, Фукуока. Відкрита кожного дня від 9:30 до 21:00 (з квітня по вересень) і до 22:00 (з жовтня по березень). Останнього відвідувача впускають за 30 хв до закриття. Вхід на оглядовий майданчик коштує: 800 єн для дорослих, 500 єн для учнів початкових і середніх шкіл, 200 єн для дітей старших 4 років. Для іноземних відвідувачів знижка 20 відсотків.
Вежа є головним елементом японського фільму 1994 року Годзілла проти Космічного Годзілли, в якому її зруйновано в результаті битви між цими двома істотами.

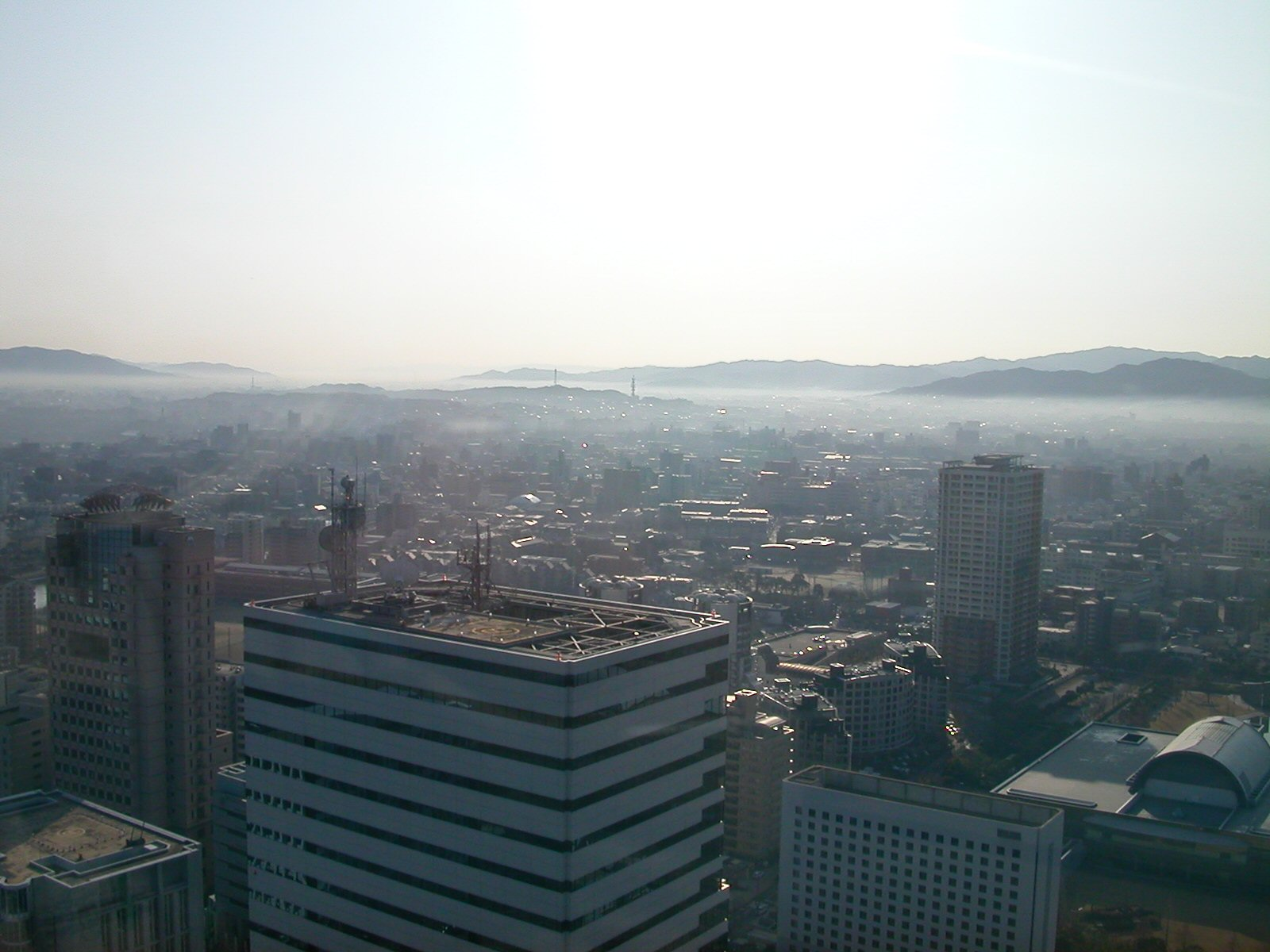
Зимовий краєвид міста Фукуока з вежі
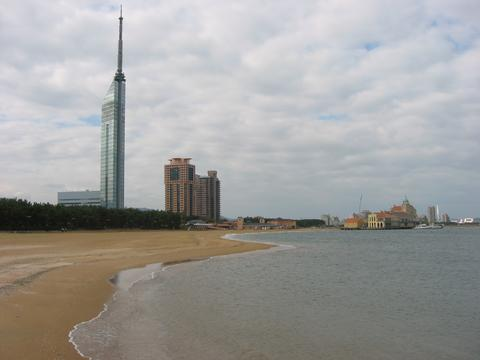
Вежа Фукуока
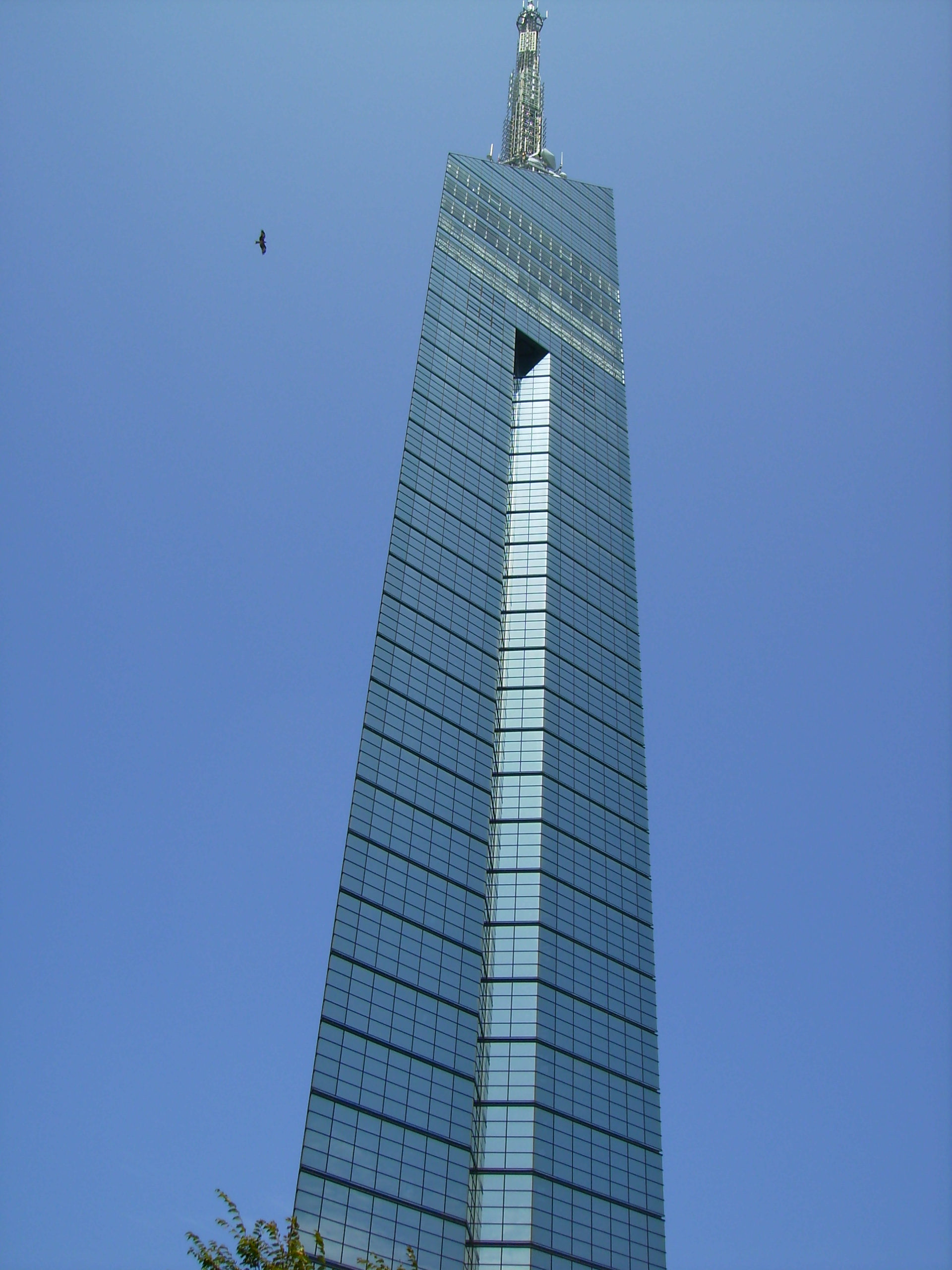
Птах кружляє навколо вежі Фукуока